# سفارة نيجيريا في النمسا
سفارة نيجيريا في النمسا هي بعثة دبلوماسية تهدف لتعزيز علاقات نيجيريا والنمسا مقرها في مدينة فيينا.